# Mathias Henkel
Mathias Henkel (* 25. März 1947 in Marburg an der Lahn) ist ein deutscher Politiker (CDU) und war von 1999 bis 2003 Mitglied der Bremischen Bürgerschaft.

## Biografie

### Ausbildung und Beruf
Henkel besuchte die Volksschule in Marburg, Kirchen (Sieg) und Münster sowie das Gymnasium in Büren und Münster, wo er auch sein Abitur ablegte. Nach seinem Wehrdienst als Panzerfahrer in Handorf bei Münster studierte er, ebenfalls im Münster, Rechtswissenschaften. Er war daraufhin als Busfahrer im Reisedienst in Greven tätig, ehe er im April 1976 zur BSAG nach Bremen wechselte, bei der er zunächst Busfahrer im Liniendienst, danach Verkehrsmeister, Büroleiter der Rechtsabteilung sowie Bus- und Straßenbahnfahrer war, ehe er freigestellter Betriebsrat und danach Betriebshofleiter in Huchting, Projektleiter sowie Betriebshof- und Geschäftsstellenleiter in Neue Vahr wurde. Daraufhin wurde er Fachbereichsleiter für Qualitätsmanagement. Bei der BSAG war Henkel auch Betriebs- und Aufsichtsratsmitglied.

### Politik
Henkel wurde im Oktober 1987 Mitglied der CDU, nachdem er schon im März 1987 Mitglied der CDA wurde. Im April 1996 wurde er zum Landesvorsitzenden der CDA gewählt. Er saß von 1995 bis 1999 im Beirat des Ortsamts Schwachhausen und von 1999 bis 2003 in der Bremischen Bürgerschaft.